# Trachoni
Trachoni è una comunità (in greco κοινότητα?, koinótita) situata a cavallo del confine tra Akrotiri e Dhekelia e la Repubblica di Cipro. Secondo il censimento del 2011 la popolazione è di 3 952 abitanti.
L'insediamento è probabilmente di origine bizantina; il nome deriva dal greco antico trachon (terreno pietroso, accidentato). Nelle vecchie mappe appare anche come Tracori. Nel XIII secolo il villaggio era un feudo appartenente all'Ordine dei Templari, poi nel secolo successivo passò ai Cavalieri Ospitalieri.